# Fourth Dimension
Fourth Dimension četvrti je studijski album finskog power metal sastava Stratovarius. Album je 11. travnja 1995. godine objavila diskografska kuća T&T Records.

## O albumu
Ovo je prvi album sastava na kojem se pojavio pjevač Timo Kotipelto te posljednji na kojem su sudjelovali klavijaturist Antti Ikonen i bubnjar Tuomo Lassila. Osnivač i gitarist skupine, Timo Tolkki, koji je bio i glavni pjevač na prethodna tri albuma, na Fourth Dimensionu je prateći vokal; na svim će sljedećim albumima Kotipelto biti jedini pjevač.
Za pjesmu "Against the Wind" bio je snimljen glazbeni spot.
Pjesma "030366" dobila je ime po Kolkkijevom datumu rođenja.

## Popis pjesama
Glazba: Timo Tolkki.
| 1.    | »Against the Wind«                      | Tolkki, Timo Kotipelto | 3:48 |
| 2.    | »Distant Skies«                         | Tolkki                 | 4:10 |
| 3.    | »Galaxies«                              | Tolkki, Kotipelto      | 5:01 |
| 4.    | »Winter«                                | Tolkki                 | 6:32 |
| 5.    | »Stratovarius« (instrumental)           |                        | 6:22 |
| 6.    | »Lord of the Wasteland«                 | Tolkki                 | 6:10 |
| 7.    | »030366«                                | Tolkki                 | 5:47 |
| 8.    | »Nightfall«                             | Tolkki, Tuomo Lassila  | 5:09 |
| 9.    | »We Hold the Key«                       | Tolkki, Kotipelto      | 7:53 |
| 10.   | »Twilight Symphony«                     | Tolkki                 | 7:00 |
| 11.   | »Call of the Wilderness« (instrumental) |                        | 1:30 |
| 59:22 |                                         |                        |      |

## Recenzije
Steve Huey, glazbeni kritičar sa stranice AllMusic, dodijelio je albumu četiri od pet zvjezdica, opisujući ga "melodičnim Euro-metalom" te komentirajući kako nastavlja put koji je započeo Dreamspace. Preporučio ga je obožavateljima Judas Priesta, Scorpionsa i ostalih sličnih heavy metal grupa.

## Zasluge
| Stratovarius - Timo Kotipelto – vokali - Timo Tolkki – gitara, prateći vokali, miksanje, inženjer zvuka, produkcija - Jari Kainulainen – bas-gitara - Tuomo Lassila – aranžman (na pjesmi 10), bubnjevi - Antti Ikonen – klavijature Ostalo osoblje - Lasse Lehtiranta – fotografija - Markus Itkonen – naslovnica, ilustracije, raspored ilustracija - Mika Jussila – mastering - Susane Nokelainen – logotip | Dodatni glazbenici - Marko Vaara – prateći vokali - Kimmo Blom – prateći vokali - Kimmo Tullila – gudački instrument (na pjesmi 10) - Marika Bister – gudački instrument (na pjesmi 10) - Petteri Poljärvi – gudački instrument (na pjesmi 10) - Antero Manninen – gudački instrument (na pjesmi 10) |